# Имброда Ортис, Хуан Хосе
Хуа́н Хосе́ Имбро́да Орти́с (исп. Juan José Imbroda Ortiz; род. 24 июня 1944, Мелилья) — испанский политик. 
Член Народной партии. В 2000—2019 годах возглавлял правительство автономного города Мелильи. Сенатор Генеральных кортесов Испании. 7 июля 2023 года он снова был избран мэром-президентом Мелильи.